# Jűn Vó-pheng
Jűn Vó-pheng (kínai: 袁和平, népszerű latin betűs átírással Yuen Woo-ping, 1945) kínai színész, rendező, harcművész és harckoreográfus. Nevét a Mátrix című kultuszfilm kapcsán ismerte meg a világ és ekkor kezdték el több hollywoodi produkcióhoz is leszerződtetni, bár már korábban is a hongkongi filmművészet egyik legjelentősebb alakjaként tartották számon, számos Jackie Chan-filmet rendezett és Jet Li egyik kedvenc koreográfusa.

## Pályafutása
1945-ben született, 12 gyermek közül a legidősebbként. Édesapja elismert harcművész-színész volt, így korán megismertette elsőszülöttjével a harcművészeteket és apjának köszönhetően kezdett el az 1960-as években harcművészeti filmekben szerepelni.
Először 1971-ben koreografálhatott, a The Mad Killer című filmben. 1978-ban debütált rendezőként a Jackie Chan: A kobra című filmmel, melyet a legendás Részeges karatemester követett, ami mind Jackie Channek, mint Woo-pingnek meghozta a hírnevet.
1979-ben saját produkciós céget alapított és protezsáltjának, Donnie Yennek forgatott számos filmet. Az 1990-es években Jet Livel dolgozott a Kínai történet-sorozaton és a Fist of Legend című filmen koreográfusként, de rendezett is Linek, A sárkány árnyéka című filmet.
A Fist of Legend című film nyitotta meg számára a nemzetközi hírnév kapuját: az itt látott koreográfia ugyanis annyira lenyűgözte a Wachowski testvéreket, hogy leszerződtették a Mátrix koreográfusának. A kitörő sikert arató film Woo-pinget Hollywood legkeresettebb akciókoreográfusává tette, a Mátrix-trilógián kívül ő koreografálta Quentin Tarantino Kill Billjét, az Oscar-díjas Tigris és sárkányt, A nyakörvet, A tiltott királyságot, valamint Jet Li Félelem nélküljét is. 2010-ben újra rendezői székbe ült, a True Legend című filmet készítette el.
Saját elmondása szerint hét-nyolc tanítványa van, akik közül, úgy véli, talán ketten válhatnak híres koreográfusokká.

## További információ
- Jűn Vó-pheng a PORT.hu-n (magyarul)
- Jűn Vó-pheng az Internetes Szinkronadatbázisban (magyarul)
- Jűn Vó-pheng az Internet Movie Database-ben (angolul)
- Jűn Vó-pheng a Rotten Tomatoeson (angolul)